# 馬特烏什·米卡

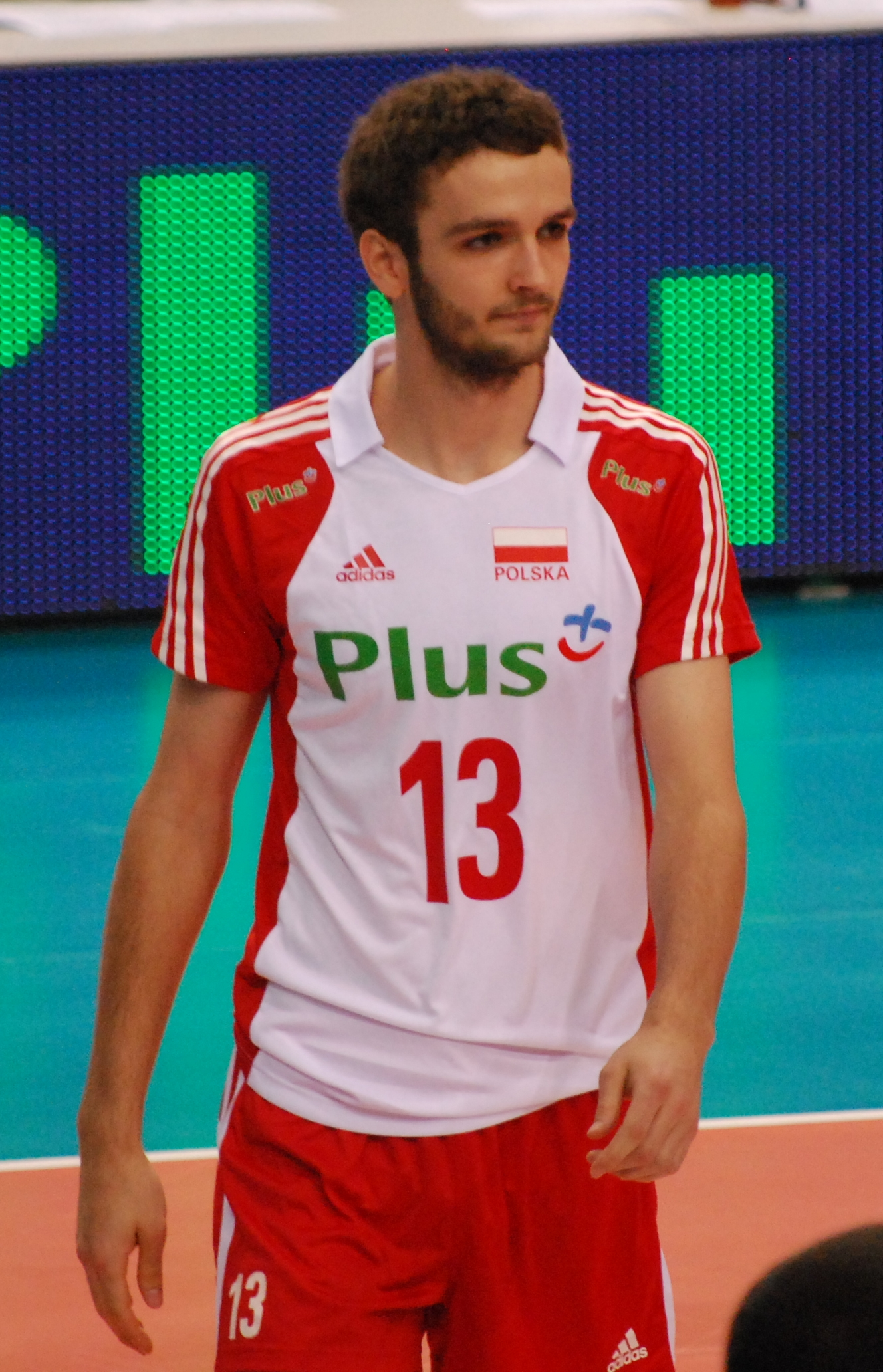
馬特烏什·米卡

馬特烏什·米卡（波蘭語：Mateusz Mika；1991年1月21日—）是一位波蘭排球運動員。他也代表波蘭國家排球隊參賽，參加了2012年倫敦奧運會和2014年世界排球錦標賽。